# Yannick Singéry
Yannick Singéry (1929 - 1995) was een Franse jazzpianist. Hij speelde 35 jaar in de groep van Claude Luter.

## Biografie
Singéry werkte vanaf de late jaren 40 in de Franse scene van traditionele jazz, o.a. met Sidney Bechet, waarmee hij in 1950 toerde in Amerika. In de vroege jaren 50 speelde hij in André Réwéliotty's Mimosa New Orleans Band, waarin hij ook toerde met Hot Lips Page. Verder speelde hij de groepen van Bechet en Claude Luter. In 1953 werkte hij met Albert Nicholas. In de volgende decennia nam hij op met o.m. Dany Doriz en Michel Attenoux. Van 1960 tot zijn overlijden was hij actief in Luter's groep, waarvoor hij tevens (al dan niet met Luter) enkele composities schreef, zoals "Black Satin“. In 1975 nam Singéry een soloalbum op, Ragtime Piano Classics, met ragtime-nummers als "Maple Leaf Rag“. In de Bix-Beiderbecke-filmbiografie To Bix or Not to Bix (regie Jean-Christophe Averty) speelde Singéry de rol van Hoagy Carmichael. Hij was tussen 1950 en 1994 was hij betrokken bij 75 opnamesessies, de laatste een sessie van de groep van Jacky Milliet.